# چغامیش
شهر چغامیش از شهرهای شهرستان دزفول در استان خوزستان ایران است. قدمت این شهر به بیش از ۵۹۷۹ سال قبل از میلاد باز می‌گردد. این شهر در سال ۱۳۸۹ با مصوبه هیئت دولت مبنی بر پیشینه تاریخی کهن و شهر اولین‌های پیش از میلاد و همچنین به‌دلیل موقعیت استراتژیک و قرار داشتن در مرکز بخش به شهر تبدیل شد. این شهر در کیلومتر ۱۵ بین دزفول و شوشتر واقع است.

## جمعیت
بر اساس سرشماری عمومی نفوس و مسکن ۱۳۸۵ جمعیت این شهر ۲۴۰۰ نفر (۵۷۵ خانوار) بوده‌است.

## مردم
اکثریت غالب مردم شهر چغامیش، بختیاری هستند که شامل طایفه‌های بساک، ایسوند، زلکی، آسترکی و غیره هستند.

## اقلیم
شهر چغامیش دارای آب و هوای گرم و شرجی است و تابستانی گرم و زمستانی مدیترانه‌ای دارد.

## اقتصاد
خاک حاصلخیز و آب کافی شرایط مناسبی را برای کشت صیفی‌جات و گل و گیاه در این شهر فراهم کرده‌است. علاوه بر کشاورزی، نیروی فنی و کاری در شرکت‌های صنعتی و کشاورزی مختلف مجاور شهر چغامیش بخشی از اقتصاد آن را تشکیل می‌دهد.

## گردشگری
تپه چغامیش، محیط‌های طبیعی و مزارع سرسبز از جاذبه‌های طبیعی چغامیش هستند.